# Stella Jang
Pour les articles homonymes, voir Jang.
Jang Seong-Eun née le 18 novembre 1991 à Séoul, est une chanteuse sud-coréenne.

## Biographie
Elle est diplômée du Lycée Henri-IV et d'AgroParisTech. Elle tient son pseudonyme de son professeur de français qui pensait que son nom coréen serait difficile à prononcer pour les Français.
Jang a déménagé à Paris à l'âge de 12 ans et est diplômée d'une grande école. Elle a produit des chansons sur une plateforme hip-hop, Jungle Radio, où Zico et RM travaillaient. Elle a participé à certaines des chansons de l'album Backpack du duo hip-hop sud-coréen Geeks.